# 북부하늘다람쥐
북부하늘다람쥐(학명: Glaucomys sabrinus)는 다람쥐과에 속하는 설치류의 일종이다. 북아메리카에서 발견되는 하늘다람쥐이다. 앨라스카 주부터 노바스코샤주까지 캐나다 대부분 지역의 침엽수림과 혼합된 침엽수림 지역, 남쪽으로 미국의 노스캐롤라이나주 산악 지대, 서쪽으로 유타주와 워싱턴주, 오리건주에서 발견된다. 연한 갈색을 띠며, 하체는 더 희미하다. 몸길이는 25~37cm까지 자란다.
현재 국내에서 애완동물로 사육되는 하늘다람쥐는 대부분 이 종으로, Pteromys속 토종 하늘다람쥐와 외모가 유사한 이유로 미국에서 수입해 유통되었다.